# 河北俊弼
河北 俊弼（かわきた としすけ、旧名・義次郎、天保15年（1844年）4月 - 明治24年（1891年）3月8日）は、日本の武士（長州藩士）、外交官。朝鮮国駐箚弁理公使。従四位勲三等。族籍は山口県士族。モデルで女優の河北麻友子の高祖父にあたる。

## 人物
長門国萩（現・山口県萩市）出身。松下村塾に入り、吉田松陰に学ぶ。1872年、英国公使館御用掛となる。西南戦争に従軍して陸軍少佐となる。1878年、広島衛戍司令官となる。
1888年、サンフランシスコ領事。1890年、京城公使館の書記官、まもなく同公使館の代理公使となる。1891年、流行性感冒に肺結核を併発し、病死する。享年48。